# Srebrna plotica
Srebrna plotica je riba iz porodice Plotica (Stromateidae). 
Njezino prirodno stanište je Indijski ocean i zapadni Pacifik - od Perzijskog zaljeva do Indonezije te u Tihom oceanu sjeverno do Hokkaida, Japan.  Obično živi u jatima iznad muljevitih dna na dubini 5-110 m.
Ova je vrsta lesepsijski migrant tj. nakon prokopa Sueskog kanala je dospjela Sredozemno more, pa tako i u Jadran, gdje je prvi put pronađena 16. rujna 1896. (stariji potvrđeni nalaz), a nakon toga prvi put 2004, pored Rijeke. Determinirali  su je dr. sc. Jakov Dulčić i ostali.
Tijelo je vrlo visoko i spljošteno, bez škržnog poklopca, a škržni otvor reduciran je na okomiti procjep sa strane tijela. Leđna i podrepna peraja se nastavljaju serijom od 5-10 bodljikavih šipčica u obliku oštrice koje se anteriorno i posteriorno sužavaju u šiljak. Nema trbušnih peraja. Repna peraja se račva a donji dio je duži od gornjeg.
Na leđima je siva i prelazi u srebrnkasto bijelu prema trbuhu s malim crnim točkama po cijelom tijelu. Peraje su blijedo žute, a okomite peraje imaju tamne rubove. Maksimalna dužina koju može dostići iznosi 60 cm za mužjake i jedinke kojima nije određen spol.
Hrani se ktenoforama, meduzama, salpama i drugim zooplanktonom.
Zapadna populacija se mrijesti od kasne zime kroz ljeto s pikom u razdoblju od travnja do lipnja.
Koristi se u kineskoj medicini.
- Srebrna plotica na tržnici
- Srebrna plotica na tržnici

## Vanjske poveznice
- Srebrna plotica[neaktivna poveznica]

|  | Zajednički poslužitelj ima još gradiva o temi Srebrna plotica |
|  | Wikivrste imaju podatke o taksonu Srebrna plotica             |